# Emil Berggreen
Emil Berggreen (Helsingør, 10 maggio 1993) è un ex calciatore danese, con passaporto croato, di ruolo attaccante.

## Carriera

### Club
Dopo gli inizi nel campionato danese, nel gennaio del 2015 viene acquistato dall'Eintracht Braunschweig nella 2.Bundesliga.
Nel 2016 passa al Magonza dove non ha modo di giocare molte partite.
Il 17 luglio 2019 firma un contratto annuale con il Twente.
Il 15 settembre 2020 viene acquistato dal Greuther Fürth.

### Nazionale
Ha esordito con la nazionale Under-21 durante le qualificazioni agli Europei di categoria.

## Palmarès

### Club

#### Competizioni nazionali
- 1. Division: 1

SønderjyskE: 2023-2024